# سارين (سويسرا)
منطقة سارين (بالفرنسية: District de la Sarine)‏ (بالفرنسية: distʁi(kt) d(ə) la saʁin)‏ (بالألمانية: Saanebezirk) هي إحدى المقاطعات السبع في كانتون فريبورغ في سويسرا. يتحدث السكان إلى حد كبير بالفرنسية مع أقلية تتحدث الألمانية. تجفف أراضيها بواسطة نهر Sarine (الذي يطلق عليه اسمها) ومن خلال رافده Glâne. يبلغ عدد سكانها 99٬245 (حتى 31 December 2011).